# Вулиця Остапа Вересая (Київ, Голосіївський район)
Ву́лиця Остапа Вересая — вулиця в Голосіївському районі міста Києва, місцевість Віта-Литовська. Пролягає від вулиці Назарія Яремчука до вулиці Валентина Отамановського.
У Києві також існує інша вулиця Остапа Вересая - у місцевості Куликове.

## Історія
Вулиця виникла у 2010-х роках під проектною назвою Проектна 12811. Сучасна назва на честь українського кобзаря Остапа Вересая — з 2017 року.